# Надеино (Московская область)
Наде́ино — деревня в Шатурском муниципальном районе Московской области. Входит в состав Дмитровского сельского поселения. Население — 2 чел. (2013). Деревня известна с 1638 года.

## Расположение
Деревня Надеино расположена в южной части Шатурского района, расстояние до МКАД порядка 155 км. Высота над уровнем моря 138 м.

## Название
Историческое название деревни — Спячевская.
Позднейшее происхождение названия деревни связано с некалендарным личным именем Надея. В писцовой Владимирской книге В. Кропоткина 1637—1648 гг. насельниками деревни показано несколько крестьян Надеиных (Надеин Гришка, Андреев сын; Надеин Евтихейко, прозвище Бохан, Андреев сын; Надеин Карпушка, прозвище Пятунко; Надеин Трофимко, прозвище Томилко).

## История
В XVII веке Надеино упоминается как деревня Спячевская Бабинской кромины волости Муромское сельцо Владимирского уезда Замосковного края Московского царства. В 7146 (1638) году стряпчему Хлебного дворца Казарину Федосееву сыну Совину (Казарину Федосеевичу Совину) по ввозной грамоте было дано от новгородцев Фирса Аничкова да Степана Лаптева поместье, в которое входило несколько деревень и пустошей, в том числе «деревня Спячевская на суходоле, а в ней двор крестьянин Гришка Андреев сын Надеин да брат его Евтихейко, прозвище Бохан. Двор пуст крестьянина Ефремка Терентьева, бежал безвестно в 131 году. Двор пуст крестьянина Карпушки, прозвище Пятунко, да Трофимко, прозвище Томилко, Надеины, бежали безвестно 137 году. Пашни паханные середние земли восемь чет да лесом поросло восемнадцать чет с полосьминою в поле, а в дву по тому ж; сена около Поль и по реке по Ялме, в верховье, меж Радынской и Вычоховской, двадцать пять копен».
В 1645 году Казарин Совин скончался, его поместье дано сыну Ивану Совину.
Последней владелицей деревни перед отменой крепостного права была помещица Савёлова. После отмены крепостного права деревня вошла в состав Коробовской волости.
После Октябрьской революции 1917 года был образован Надеинский сельсовет в составе Дмитровской волости Егорьевского уезда Рязанской губернии.
В 1925 году Надеинский сельсовет был упразднён, а деревня Надеино вошла в состав Кашниковского сельсовета, но уже в 1926 году Надеинский сельсовет был вновь восстановлен. В ходе реформы административно-территориального деления СССР в 1929 году Надеинский сельсовет был вновь упразднён, деревня Надеино передана Кашниковскому сельсовету, который вошёл в состав Дмитровского района Орехово-Зуевского округа Московской области. В 1930 году округа были упразднены, а Дмитровский район переименован в Коробовский.
В 1954 году Кашниковский сельсовет был упразднён, деревня Надеино передана Михайловскому сельсовету. В 1960 году деревня вошла в состав Дмитровского сельсовета.

## Население
В 1885 году в деревне проживало 309 человек, в 1905 году — 356 человек (169 мужчин, 187 женщин), в 1926 году — 259 человек (111 мужчин, 148 женщин). По переписи 2002 года — 14 человек (5 мужчин, 9 женщин).
| 1859 | 1868 | 1885 | 1905 | 1926 | 1993 |
| ---- | ---- | ---- | ---- | ---- | ---- |
| 182  | ↘181 | ↗309 | ↗356 | ↘259 | ↘13  |
| 2002 | 2006 | 2010 | 2011 | 2013 |      |
| ↗14  | ↘8   | ↗11  | ↘5   | ↘2   |      |